# Madison (Nebraska)
Pour les articles homonymes, voir Madison.
Madison est une ville américaine, siège du comté de Madison, État du Nebraska. Selon le recensement de 2010, sa population s’élève à 2 438 habitants.

## Localisation
La ville est dans le nord-est du Nebraska, à 22 km au sud de Norfolk, à 110 km au sud-ouest de Sioux City et à 135 km au nord-ouest d'Omaha.